# NGC 1888
NGC 1888 è una galassia a spirale barrata situata nella costellazione della Lepre, a una distanza di circa 112 milioni di anni luce dalla nostra Via Lattea.

## Scoperta
La galassia è stata scoperta il 31 gennaio 1785 dall'astronomo britannico di origine tedesca William Herschel.

## Descrizione
NGC 1888 ha una classe di luminosità III e presenta una larga riga a 21 cm dell'idrogeno neutro.
È in interazione gravitazionale con la vicina NGC 1889, con la quale forma una coppia di galassie interagenti, registrate nel catalogo di Halton Arp con il codice Arp 123.